# Distretto di Tyan'-Shan'
Il distretto di Tyan'-Shan' (in kirghiso Тянь-Шань району?, Tyan--Şan- rayonu) è un distretto (raion) del Kirghizistan con  capoluogo Naryn.

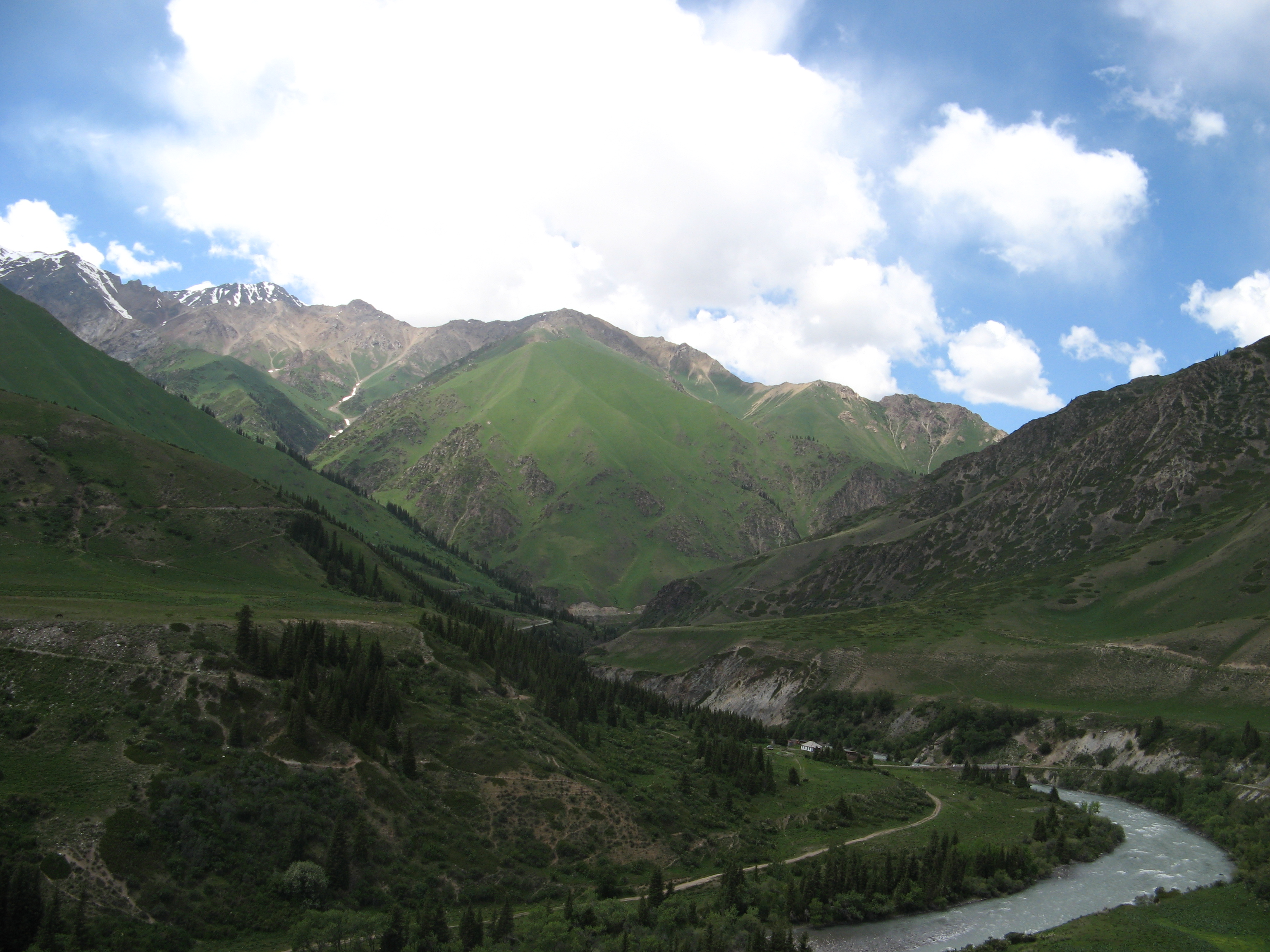
Panorama del distretto nei dintorni di Naryn